# بشعلي

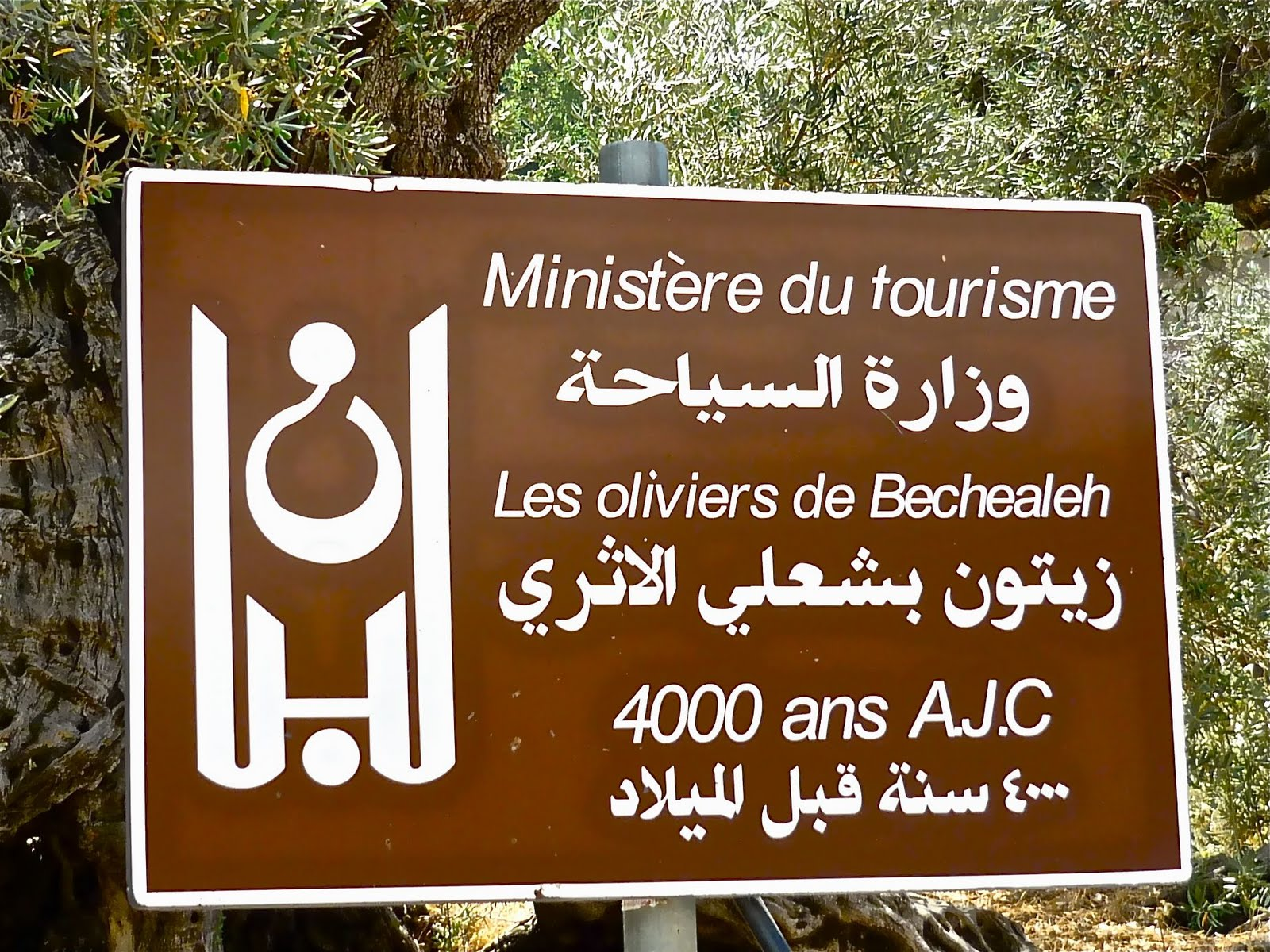
لوحة تذكارية في قرية بشعلي بمناسبة تأريخ أشجار الزيتون في القرية عام 1999

بشعلي، قرية تابعة لقضاء البترون في الشمال (محافظة)، لبنان.
ادعى كارول درينكوتر أن «شجرتي زيتون» في منطقة بشعلي قد «أرختا علمياً بأن عمريهما بين 6000 و 7000 عام». إدعاء إن ثبتت صحته، يتم إدراجها في قائمة أقدم الأشجار في العالم.